# Edoardo Borromeo
Edoardo Borromeo, italijanski rimskokatoliški duhovnik, škof in kardinal, * 3. avgust 1822, Milano, † 30. november 1881.

## Življenjepis
Decembra 1846 je prejel duhovniško posvečenje.
13. marca 1868 je bil povzdignjen v kardinala in imenovan za kardinal-diakona Ss. Vito, Modesto e Crescenzia; 28. marca 1878 je bil imenovan za kardinal-duhovnika S. Prassede.
19. aprila 1878 je bil imenovan za naslovnega nadškofa Adana; 19. maja istega leta je prejel škofovsko posvečenje.